# Премонтре
Премонтре́ (фр. Prémontré) — коммуна во Франции, находится в регионе Пикардия. Департамент коммуны — Эна. Входит в состав кантона Лан-1. Округ коммуны — Лан. Код INSEE коммуны — 02619.
Известна благодаря одноимённому аббатству, основанному в 1120 году Норбертом Ксантенским. От этого аббатства получил название монашеский орден премонстрантов.

## Население
Население коммуны на 2010 год составляло 769 человек.
| 1962 | 1968 | 1975 | 1982 | 1990 | 1999 | 2010 |
| ---- | ---- | ---- | ---- | ---- | ---- | ---- |
| 1872 | 2024 | 2039 | 1490 | 1070 | 775  | 769  |

## Экономика
В 2010 году среди 603 человек трудоспособного возраста (15—64 лет) 245 были экономически активными, 358 — неактивными (показатель активности — 40,6 %, в 1999 году было 77,2 %). Из 245 активных жителей работали 214 человек (124 мужчины и 90 женщин), безработных было 31 (18 мужчин и 13 женщин). Среди 358 неактивных 91 человек были учениками или студентами, 111 — пенсионерами, 156 были неактивными по другим причинам.